# Kispulyon
Kispulyon (románul Puini) település Romániában, Kolozs megyében.

## Fekvése
A megye keleti részén, Kolozsvártól 53 km-re, Szamosújvártól 30 km-re, Vasasszentegyed, Vasasszentgothárd, Omboztelke és Cege közt fekvő település.

## Története
1265-ben Polon néven említik először.
Középkori katolikus lakossága a reformáció idején felvette a református vallást. 1603-ban Giorgio Basta katonái pusztítják el a települést, melynek következtében csak 5 lakos marad életben.
A trianoni békeszerződésig Szolnok-Doboka vármegye Kékesi járásához tartozott.

## Lakossága
1910-ben 455 lakosából 276 magyar és 179 román volt.
2002-ben 123 lakosa volt, melyből 70 román, 52 magyar és 1 cigány nemzetiségűnek vallotta magát.
Kispulyonban 1965-ben végeztek népdalgyűjtést.

## Látnivalók
- Református kőtemploma a 14 - 15. században épülhetett. 1839-re elromosodott, de a falu lakossága gyűjtést szervezett és 1842-re rendbehozta. A templom mellett külön harangláb áll.

## Híres emberek
- Itt született 1942. szeptember 7-én Sárkány-Kiss Endre biológus, biológiai szakíró.